# Marinalles La Spezia
Marinalles La Spezia, Il Centro allestimento e collaudo nuove navi, è una Comando della Marina Militare italiana con sede a La Spezia.

## Premessa
Il Centro Allestimenti o gli Uffici allestimenti sono elementi d'organizzazione periferici della Marina Militare Italiana, a carattere anche temporaneo, appositamente istituiti ed ubicati presso i cantieri di costruzione delle unità navali cui vengono preposti. Il loro compito è di contribuire in loco, in stretto coordinamento con gli altri enti dedicati all'impresa, al buon allestimento ed alle attività di collaudo ed accettazione delle Unità di nuova costruzione, nonché di assicurare l'impostazione dell'organizzazione funzionale delle stesse e coordinare le attività di addestramento del personale designato ad imbarcare.

## Dipendenze
Il Centro Allestimenti dipende dal Comando logistico della Marina Militare. In precedenza dipendevano da NAVISPELOG, l'Ispettorato per il supporto logistico e dei fari, per quanto attiene alle attività d'istituto; dal Comando in capo del dipartimento o dal Comando militare marittimo autonomo, competenti per giurisdizione territoriale, per gli aspetti disciplinari, logistici e di presidio, secondo quanto disposto dallo stato maggiore all'atto della loro istituzione.

La sede principale di Marinalles è situata in viale San Bartolomeo, 446 a La Spezia in località Muggiano presso lo stabilimento Fincantieri. Il Comando, è strutturato in cinque Sezioni dislocate in tre sedi distinte:
presso lo stabilimento di Muggiano risiedono: 
- la Sezione Fregate FREMM;
- la Sezione Sommergibili classe Todaro;
- la Sezione Marine Estere ;

presso la Palazzina Ugo Botti, sita anch'essa in località Muggiano in Via Ugo Botti, risiedono:
- la Sezione Botti;
- la Sezione LOG/SCC  (Logistica / Segreteria Capo Carico);
- la mensa e le sistemazioni alloggiative;

presso lo stabilimento di Riva Trigoso hanno sede:
- gli uffici tecnici deputati al controllo delle costruzioni.

Tutte le Sezioni sono alle dirette dipendenze del Comandante di Marinalles.

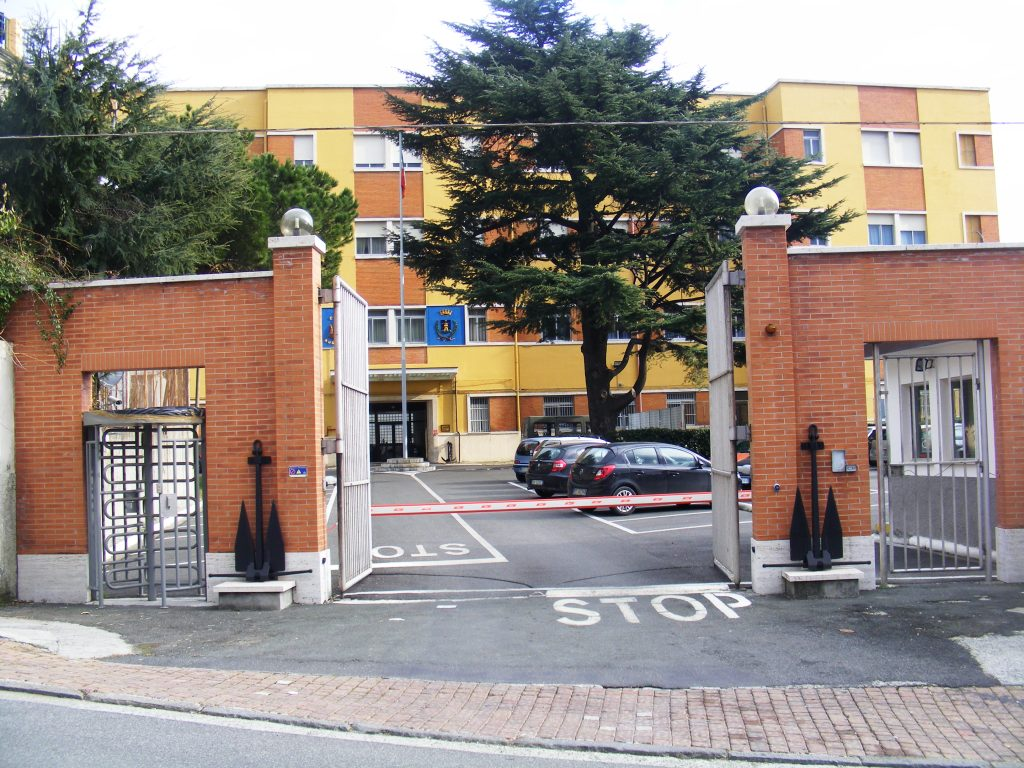
Caserma Ugo Botti
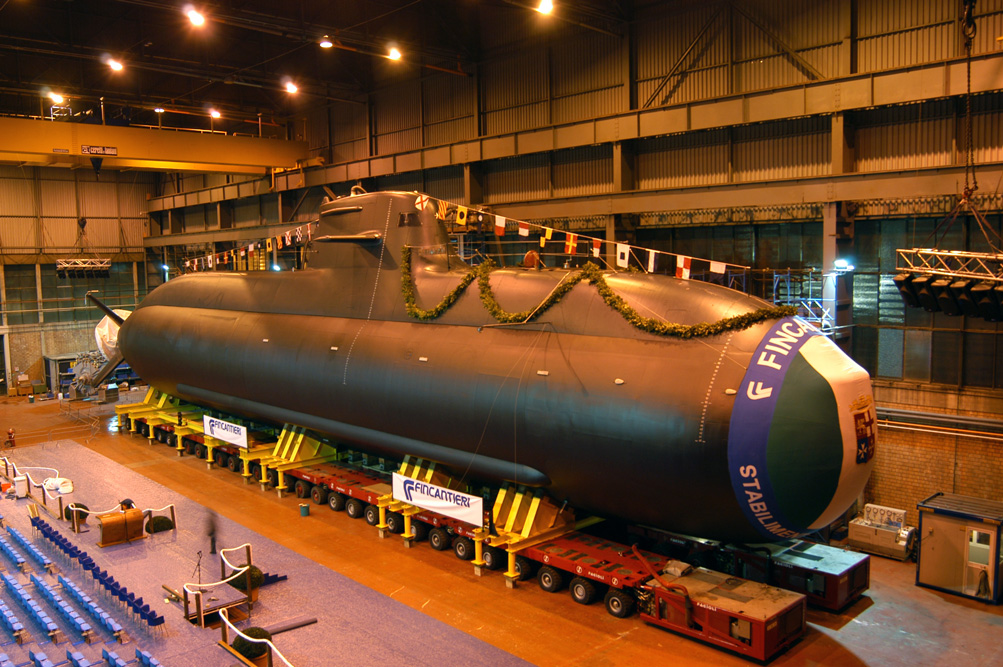
SMG Classe Todaro
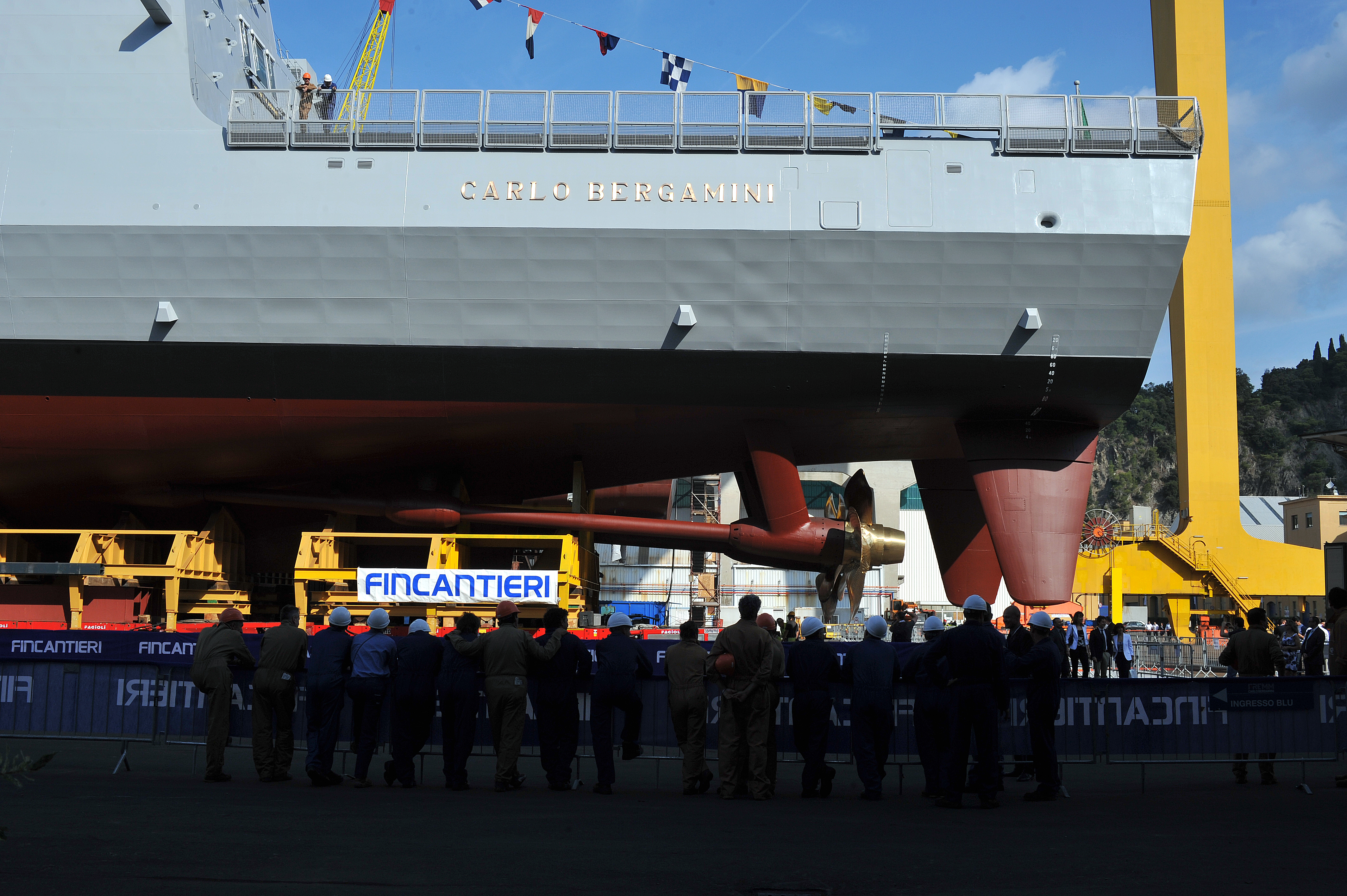
Cantiere Riva Trigoso
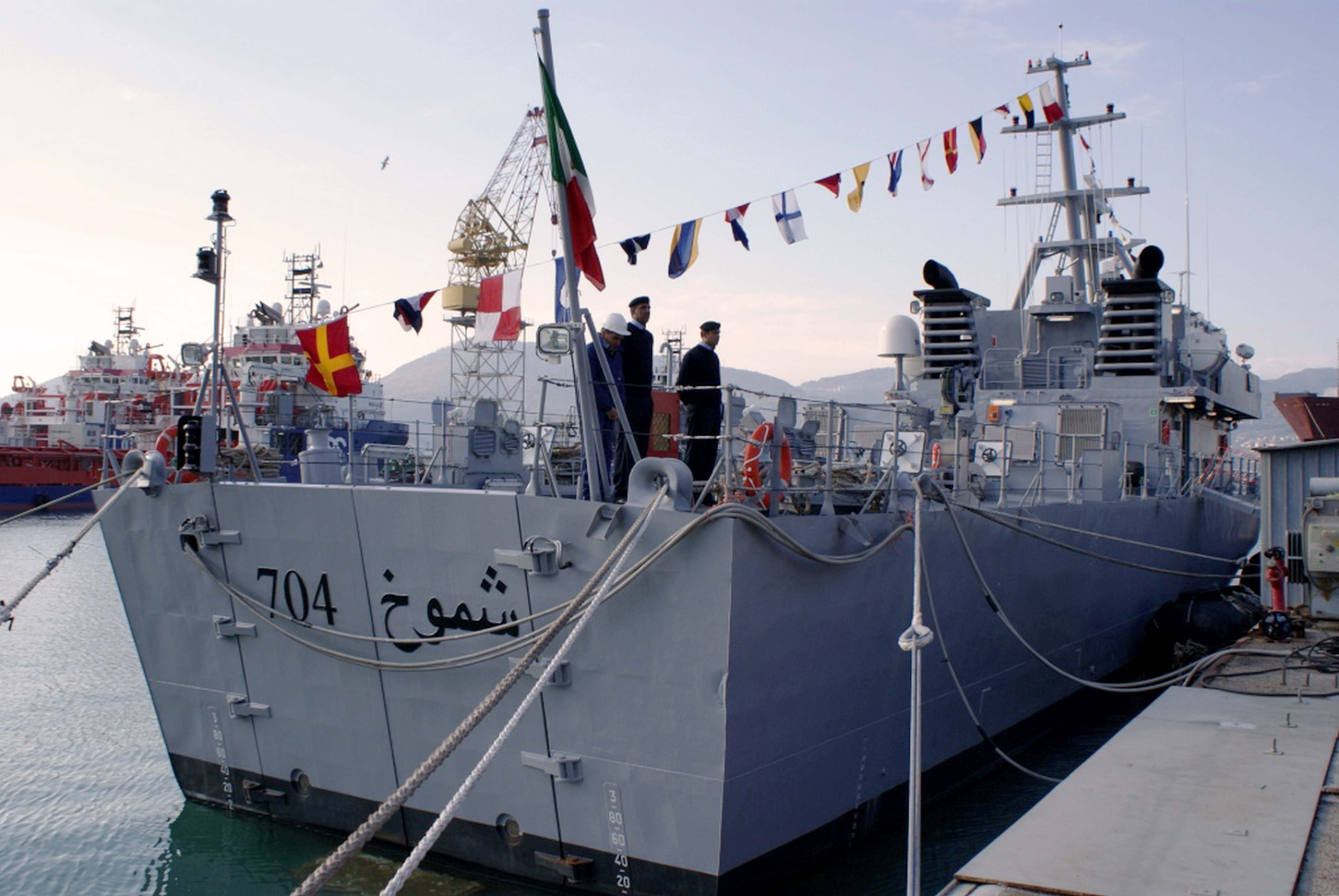
Marine Estere

## I compiti
I Compiti degli Uffici Allestimento sono:
- contribuire a che l'allestimento delle Unità di nuova costruzione, e di quelle che effettuano lavori di grande trasformazione o di ammodernamento di mezza vita presso i cantieri privati, sia aderente alle "Specifiche Operative Generali e di Sottosistema" stabilite dallo Stato Maggiore, nonché alle "Specifiche Tecniche" contrattuali;
- informare l'Ispettorato sull'andamento dei lavori ed avanzare eventuali proposte in merito ai provvedimenti ritenuti necessaria conseguire un allestimento più organico, rapido e meglio rispondente alle suddette specifiche oltre che ai criteri d'uniformità in generale e, in particolare, rispetto alle altre Unità dello stesso tipo;
- impostare l'organizzazione funzionale di bordo ed addestrare il personale designato ad imbarcare sulla Unità di nuova costruzione in modo che, all'atto della consegna delle medesime, risultino disponibili gli strumenti necessari/utili per la loro corretta gestione e gli equipaggi siano pronti ad iniziare l'addestramento preliminare;
- contribuire al processo di verifica e di validazione delle Unità o dei Sottosistemi, tramite la partecipazione di proprio personale alle:

      - Commissioni di Pre-Collaudo / Collaudo / Valutazione e Commissioni Speciali, di competenza di Navarm / Ufficio Tecnico, secondo quanto necessario;

      - Commissioni e Sottocommissioni di Collaudo / Accettazione e Commissioni di Fine Garanzia, secondo quanto disposto dallo Stato Maggiore ed in accordo con la SMM/ISN 106/UEU;

- fornire il supporto tecnico-logistico di uomini e mezzi per il buon funzionamento delle Commissioni di cui al secondo alinea del precedente punto, assicurando altresì la trattazione dei relativi verbali / certificati;
- al termine dei previsti collaudi di accettazione, attuare i provvedimenti tecnici e cartolari propedeutici alla consegna amministrativa alla Marina Militare delle Unità di nuova costruzione, coordinando con il Cantiere i tempi e le modalità dell'evento.

## Le attività
Attualmente, gli uffici si occupano di varie attività, quali:
- Programma FREMM, che prevede la costruzione di alcune unità di tipo fregate multimissione, quali Nave Bergamini, Nave Fasan, Nave Margottini, Nave Carabiniere, ed i successivi allestimenti che avvengono tra i Cantieri di Riva Trigoso e quelli di Muggiano;
- Programma Sommergibili U212A, con la costruzione nei Cantieri di Muggiano, di due battelli classe Todaro (Todaro e Scirè);
- Programma Coordinamento e Supporto logistico-Addestrativo Sezione Marine Estere con una cooperazione internazionale con le marine di paesi come Brasile, Russia, Emirati Arabi Uniti, Kenya, India, Algeria, Iraq.

Tra le ultime realizzazioni effettuate in questa sede, possiamo ricordare la portaerei Cavour e i cacciatorpediniere Classe Orizzonte Andrea Doria e Caio Duilio.